# Tranvías Eléctricos de Granada
Tranvías Eléctricos de Granada, S.A. (TEGSA) es una empresa española dedicada al transporte público. Tuvo en su origen la finalidad de construir y explotar el tranvía de Granada. Posteriormente explotó varias líneas de autobús metropolitano, hasta ser integrada en Transportes Rober.

## Historia
En 1895 la Compañía de los tranvías de Granada y Murcia se hace cargo de la concesión de la construcción del tranvía de Granada, tarea que inicia pero no es capaz de completar. El 24 de diciembre de 1903 un empresario, Nicolás de Escoriaza, se hace cargo de la concesión y crea la empresa Los tranvías eléctricos de Granada para gestionarla. La empresa se constituye en Zaragoza con 2.000 acciones de 500 pesetas.
La empresa inaugura la primera línea de tranvía en 1904. Intentaba disponer de una gran autonomía: construía su propio material rodante y generaba su propia electricidad, en la medida de sus posibilidades. Durante los años posteriores incrementan en gran medida la red, que llegó a alcanzar los 100 km. El declive del tranvía en favor del transporte por autobús llegó en la década de los sesenta. En 1963 el ayuntamiento de Granada finaliza el servicio urbano de tranvía, sustituyéndolo por autobús. Tranvías Eléctricos de Granada solicita la concesión del autobús urbano de Granada, pero el ayuntamiento se lo concede a la empresa Transportes Rober. En 1969 se termina el transporte de mercancías, quedando sólo el transporte interurbano.
En 1971 Tranvías Eléctricos de Granada decide abandonar la gestión del tranvía y cedérsela a FEVE que la abandona por completo. Sobre el 19 de enero en 1974 dejó de prestar servicio las líneas de Dúrcal y Pinos Puente, y el 14 de febrero dejaron de funcionar los trayectos de la  La Zubia y Fuente Vaqueros, pasando a dedicarse al servicio de autobús interurbano.
Durante finales del siglo XX y años 2000 explota las líneas del Consorcio de Transporte Metropolitano del Área de Granada que unen Granada y varios municipios de su área metropolitana. En 2008 la empresa es comprada por Transportes Rober, que explota estas concesiones con el nombre de Tranvías Metropolitanos de Granada, hasta su venta al grupo ALSA en el año 2017.